# Assumptionisten
Die Assumptionisten, auch Pia Societas Presbyterorum ab Assumptione, Augustiniani ab Assumptione, Congregation des Augustines de l’Assumption, sind ein katholischer Männerorden, der nach der Regel des heiligen Augustinus lebt. Die Ordensbezeichnung stammt von dem lateinischen Wort „assumptio“, was Aufnahme (Marias in den Himmel) bedeutet, ihr Ordenskürzel lautet AA.

## Geschichte
Er wurde durch Emmanuel d’Alzon gegründet, der 1850 mit vier Gefährten erstmals die Gelübde ablegte. Ursprüngliches Ziel des Ordens war es, die christliche Erschließung von Osteuropa und Russland zu betreiben (siehe Missionsorden).
Der Orden fand seine Aufgabe jedoch vor allem innerfranzösisch in der Organisation der großen Massenwallfahrten (u. a. nach Lourdes) sowie dem Aufbau einer volkstümlichen katholischen Presse (u. a. 1880 Gründung der Zeitung La Croix). Er trug auf diese Weise wesentlich dazu bei, den katholischen Glauben in weiten Teilen der französischen Bevölkerung zu festigen, geriet aber dadurch auch in Gegensatz zu den nichtkatholischen Weltanschauungsgruppen – Atheisten, freimaurerische Deisten, Protestanten und Juden.
Im Katholizismus herrschte damals – bis etwa 1910 – europaweit der Antimodernismus.
Damals war Antisemitismus in der französischen Gesellschaft weit verbreitet. Dies zeigte sich evident in der Dreyfus-Affäre.
Beim ersten Prozess – 1894 – verstieg sich La Croix in einem Artikel zu der These, die Juden seien ein schreckliches Krebsgeschwür, die Frankreich in die Sklaverei führen werde.
Die Dreyfus-Affäre führte zu einer Polarisierung und Fanatisierung der Öffentlichkeit und nachdem die Wahrheit über die unrechtmäßige Verurteilung des Hauptmanns Dreyfus bekannt geworden war gerieten die katholisch-konservativen Kräfte in Misskredit und die Vertreter einer säkularen Staatsordnung wurden gestärkt. Die Vertreter des Säkularismus sah sich zwar als Vertreterin der aufgeklärten Freiheit gegen die katholische Unfreiheit, errichtete jedoch nichtsdestoweniger ein Gefüge von antikatholischen Unterdrückungsmaßnahmen (Vereinsverboten, Enteignungen usw.), wovon auch die Assumptionisten betroffen waren (ein Staatsschutzprozess der Regierung des Ministerpräsidenten Pierre Waldeck-Rousseau 1900 gegen ursprünglich zwölf Patres endete mit der gerichtlichen Auflösung der ganzen Vereinigung). Es gelang jedoch nicht, den Glauben und das Ansehen der Kirche zu zerstören, und ab etwa 1910 kehrten zunehmend Patres nach Frankreich und ins öffentliche Leben zurück.
Der heutige Orden ist in erster Linie in der Aus- und Weiterbildung des Christentums aktiv und bemüht sich Christen der verschiedenen Glaubensrichtungen zusammenzubringen.
Heute ist der Orden in 27 Ländern der Erde vertreten, darunter auch in Deutschland, vor allem aber in Afrika und Lateinamerika. Die Angehörigen des Ordens leben jeweils zu fünf Ordensbrüdern zusammen.

## Generalsuperior
- Emmanuel d’Alzon (1845–1880)
- François Picard (1880–1903)
- Emmanuel Bailly (1903–1917)
  - Joseph Maubon (1918–1922) (Generalvikar)
- Gervais Quenard (1923–1952)
- Wilfrid J. Dufault (1952–1969)
- Paul Charpentier (1969–1975)
- Hervé Stéphan (1975–1987)
- Claude Maréchal (1987–1999)
- Richard E. Lamoureux (11. Mai 1999–2005)[2]
- Benoît Grière (2005–2023)
- Tshihemba Ngoa Ya (seit 2023)

## Bekannte Ordensmitglieder
- Emmanuel d’Alzon, Ordensgründer
- Vincent de Paul Bailly, Gründer des Zeitschriftenwerks der Assumptionisten
- José Geraldo da Cruz, Bischof von Juazeiro (Brasilien)
- Émile Gabel (1908–1968), Chefredakteur von La Croix
- Arthur Horsthuis, Titularbischof von Hippo Diarrhytus, Bischof von Jales (Brasilien)
- Louis Pelâtre, Bischof und Apostolischer Vikar von Istanbul (Türkei)
- Étienne Pernet, Gründer der Kleinen Schwestern der Assumptio P.S.A.
- Louis Petit (1868–1927), Byzantinist, Erzbischof von Athen
- Antonios Varthalitis, Erzbischof des Erzbistums Korfu (Griechenland)
- Kamen Witschew, Pawel Dschidschow, Josafat Schischkow, Märtyrerpriester aus der kommunistischen Verfolgungszeit in Bulgarien, 1952 in Sofia hingerichtet; von Papst Johannes Paul II. 2002 seliggesprochen[3]